# Geo-Informatie Nederland
De (beroeps)vereniging Geo-Informatie Nederland (GIN), gevestigd te Nijkerk, is op 23 oktober 2003 opgericht door een fusie van 8 verenigingen, die werkzaam zijn op het gebied van geo-informatie.

## Geschiedenis
De diverse verenigingen vonden dat zij vaak het vakgebied te veel vanuit de theorie benaderden en dat er meer samenwerking diende te zijn tussen theorie en praktijk. Verder dat zij te veel op zichzelf gericht waren in plaats op het veel bredere interesseveld. Daarom werd na diverse inleidende vergaderingen besloten de verenigingen te fuseren om zo het speelveld groter te maken en individuele professionals en instituten dichter tot elkaar te brengen op het gebied van de geo-informatie door congressen, symposia, excursies en een gezamenlijk tijdschrift.
Aan de fusie namen deel:
- VVL (Vereniging van Landmeetkundigen)
- KvAG (Nederlandse Kring voor Aardobservatie en Geo-Informatica)
- NVK (Nederlandse Vereniging voor Kartografie)
- NVG (Nederlandse Vereniging voor Geodesie)
- Geo-VenW (Vereniging Geo-VenW, voorheen Vereniging Meetkundige Dienst Rijkswaterstaat GMDR)
- Geodesia (Stichting Geodesia)
- GITA (Stichting Gita – Geospatial Information & Technology Association)
- VGVI (Vereniging voor Vastgoed-informatie)

Verder is er een samenwerkingsovereenkomst met de BVK (Vereniging Bond voor Kadasterpersoneel).
Er bestaan een aantal themagroepen:
- Themagroep JongGIN
- Themagroep Geschiedenis van de Kartografie
- Themagroep Verkenning Plaatsbepaling en Navigatie (VPN)
- Themagroepen Noord, Oost, Zuid en West

## Missie
GIN wil in Nederland een ontmoetingsplaats en een kennisnetwerk vormen voor iedereen die zich professioneel bezighoudt met geo-informatie. Gin organiseert daartoe activiteiten ter ontplooiing van de individuele leden en ter versterking van het vakgebied 'geo-informatie' in de maatschappij .

## Publicaties
- Geoinfo, tijdschrift voor geo-informatie Nederland. Deurne, GIN, 2003-… ISSN 1572-5464 (print), ISSN 2211-0739 (on-line).
- GIN publicatiereeks = GIN-publication series. Deurne : Geo-Informatie Nederland (GIN)

## Website
GIN GeoInformatie Nederland.